# Чосон Текстиль
Футбольна команда Чосон Текстиль (кор. 조선방직_축구단) — колишній футбольний клуб, яким керувала компанія Chosun Textile в 1950-тих роках. У 1951 році стала чемпіоном Південної Кореї, вигравши Національну лігу

## Відомі гравці
- Хон Док Йон
- Кан Чхан Гі
- Чон Нам Сик